# Кімната-музей Володимира Гнатюка Тернопільського національного педагогічного університету імені Володимира Гнатюка
Кімната-музей Володимира Гнатюка Тернопільського національного педагогічного університету імені Володимира Гнатюка — музейно-освітній заклад.

## Відомості
У вересні 1991 року на базі філологічного факультету відбулося відкриття музею.
Експозиція закладу знайомить всіх із життям і науковим шляхом науковця Володимира Гнатюка.

## Керівники
- доцентка Любов Царик.